# 灰狼 (組織)
灰狼（土耳其語：Bozkurtlar），是土耳其極端民族主義組織，同時也是土耳其極右派民族主义运动党的青年組織。
灰狼组织由前土耳其副总理和民族主义行动党领袖阿尔帕尔斯兰·蒂尔凯什于1960年代末建立，并在1970年代末土耳其的大规模政治暴力期间声名鹊起，当时其成员与左翼激进分子和活动人士进行城市游击战。学者们将其描述为一支敢死队并为这一时期的大部分政治暴力和杀戮负有责任。他们最臭名昭著的袭击发生在1978年12月的卡赫拉曼马拉什，并杀死了100多名阿列维派穆斯林。他们还被指控是1977年5月塔克西姆广场大屠杀的幕后黑手，并在自1978年以来的土耳其—库尔德冲突中发挥了重要作用。1981年，灰狼组织成员莫梅特·阿里·阿加 (Mehmet Ali Ağca) 企图刺杀教皇若望·保禄二世。由于这些袭击，灰狼被一些学者、记者和政府列为恐怖组织。
该组织长期以来一直是对土耳其深层政府的调查的重要嫌疑人，并被怀疑过去与反游击队、北约“格拉迪奥行动”土耳其分支以及土耳其黑手党有密切往来。灰狼的主要目标是非土耳其少数民族，如库尔德人、希腊人和亚美尼亚人。
作为一个坚定的泛突厥主义组织，灰狼在20世纪90年代初将其活动范围扩展到了拥有突厥人和穆斯林的后苏联国家，其规模扩大很多，成员多达数千人。同时，灰狼还参加了第一次纳戈尔诺-卡拉巴赫战争以及两次车臣战争，他们分别支持阿塞拜疆和车臣。在灰狼支持的1995年阿塞拜疆政变失败后，灰狼在阿塞拜疆被禁止。2005年，哈萨克斯坦也宣布取缔该组织，并将其列为恐怖组织。
1997年阿尔帕尔斯兰·蒂尔凯什去世后，代夫莱特·巴赫切利接任了民族行动党和灰狼队的领导职务，在他的领导下，灰狼进行了改革。根据2021年的民意调查，灰狼获得 3.2% 土耳其选民的支持。其成员经常参与针对库尔德左翼分子的袭击和冲突。该组织在塞浦路斯土耳其占领区也很活跃，并在德国、比利时和荷兰等许多拥有重要以及大型的土耳其社区的国家设有附属分支机构，他们也是德国最大的右翼极端组织。2020年11月，灰狼因仇恨言论和政治暴力而在法国被禁止，并呼吁其它国家采取类似行动。2021年5月，欧洲议会还呼吁欧盟成员国将其列为恐怖组织。

## 名字和标志
该组织的成员被称为“Ülkücüler”，字面意思是“理想主义者”。它的非正式名称的灵感来自传说中的突厥人始祖阿史那，传说中，阿史那是一个男子与一头母狼生的十个儿子中其中一个。在土耳其，狼还象征着荣誉，同时灰狼也非常重视领导力和类似等级制的军事组织。
灰狼的敬礼方式是“小指和食指举起握拳”的狼手势，这是一种土耳其民族主义者和泛突厥主义者经常使用的手势符号。奥地利于2019年2月禁止狼手势。在德国，基督教民主联盟和左翼党于2018年10月提议禁止行礼，称其为法西斯主义。

## 意识形态
灰狼坚持极端形式的土耳其民族主义。它被许多政治学者、主流媒体和左翼人士描述为极端民族主义和新法西斯准军事组织。纽约时报副主编雷蒙德·艾波于1981年在《纽约时报》上撰文，将民族行动党及其卫星组织描述为“充满暴力的仇外、狂热民族主义以及新法西斯网络”。灰狼强调早期中亚突厥民族的历史，并将其与伊斯兰文化和信仰以及现代土耳其人的身份相融合，被称为“土耳其伊斯兰民族主义”，并在其言论和活动中广泛流行。 他们的座右铭之一是“你的医生将是土耳其人，你的药物将是伊斯兰教。”尽管灰狼被很多人批评为极端组织，但他们的伊斯兰教信仰偏世俗化。

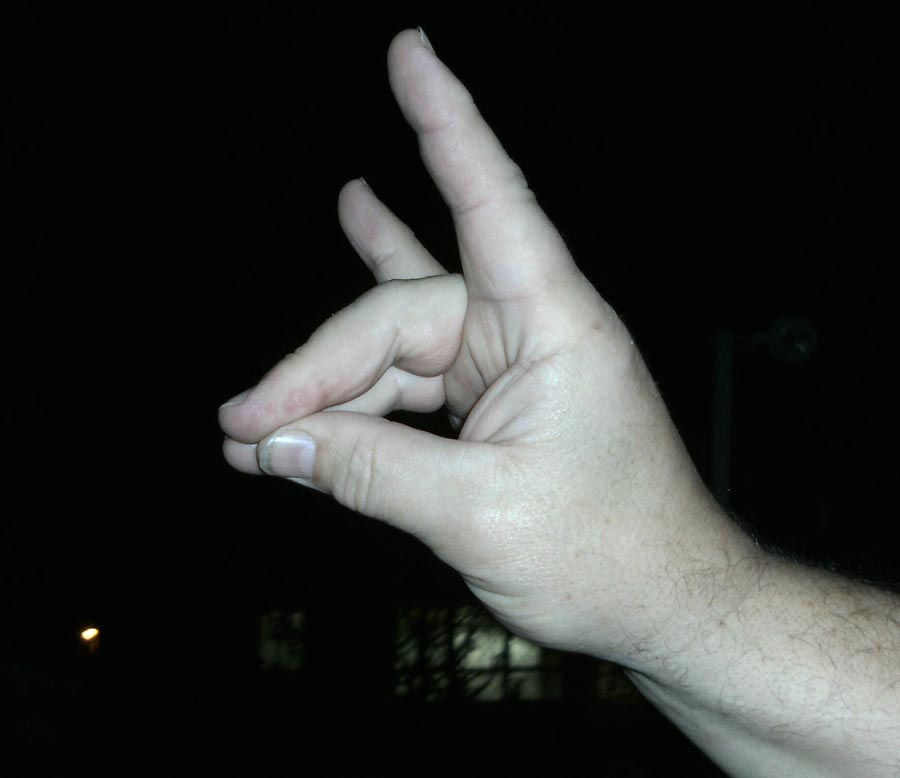
灰狼手势

他们的意识形态基于土耳其“种族”和突厥民族优越主义。根据彼得斯的说法，他们努力建立一个理想中的土耳其国家，他们将其定义为“伊斯兰教逊尼派和单一民族国家：只有‘真正的’土耳其人居住。”在他们的意识形态和活动中，他们敌视土耳其境内几乎所有的少数民族以及非逊尼派穆斯林，包括库尔德人、阿拉伯人、亚美尼亚人、希腊人、阿列维派穆斯林、基督徒和犹太人。 他们拥护《锡安长老会纪要》等反犹太主义阴谋论，并分发了阿道夫·希特勒的《我的奋斗》土耳其语译本。

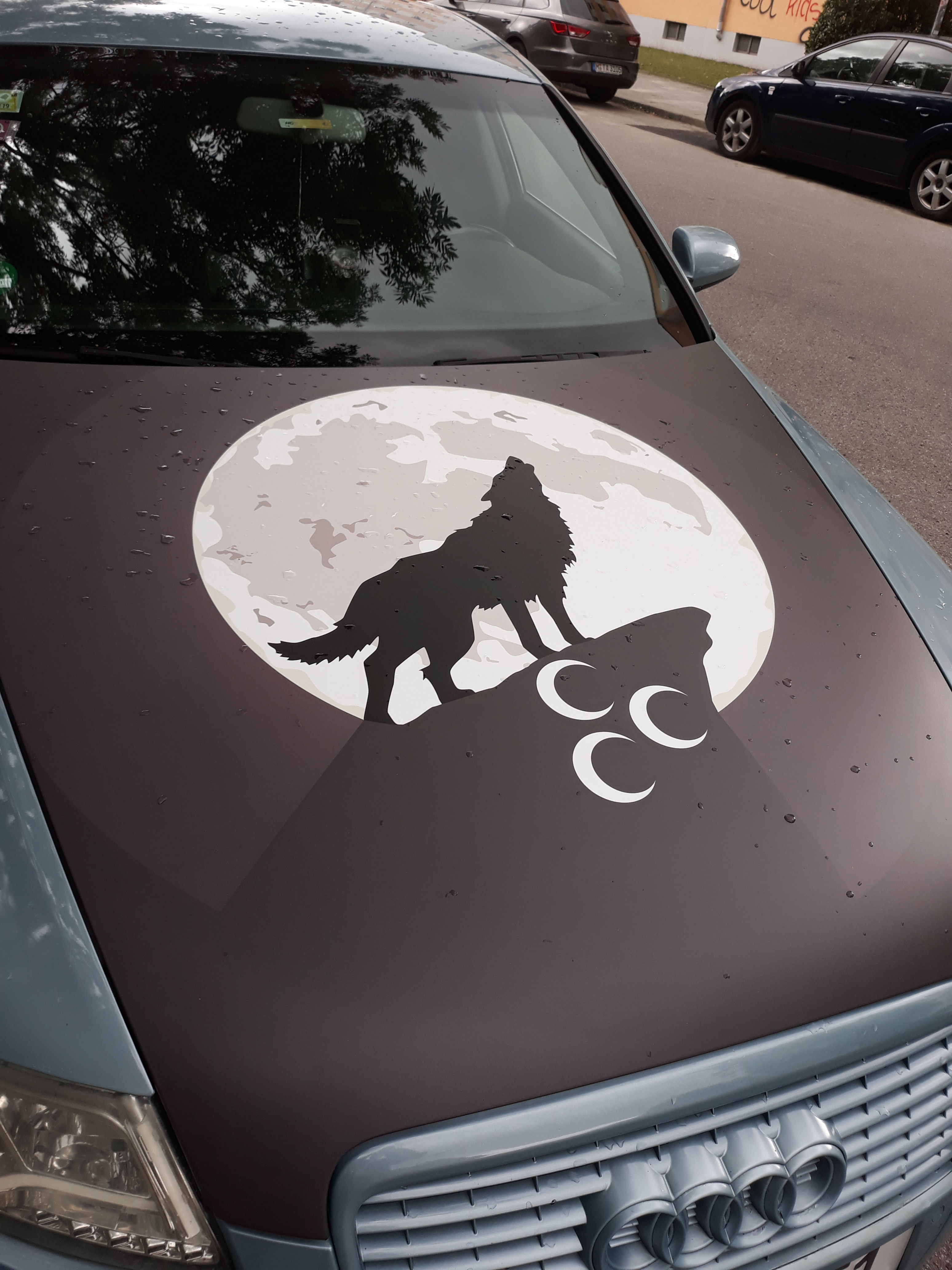
一辆有灰狼组织标志的汽车

灰狼组织支持泛突厥主义，他们寻求团结从巴尔干半岛到中亚的突厥人在一起，成立一个单一的突厥民族国家。1991年苏联解体后，灰狼组织呼吁“复兴土耳其帝国，拥抱前苏联新独立的中亚国家”。 由于他们的泛突厥主义思想，他们把中国、伊朗和俄罗斯视为敌人。灰狼还是坚定的反共组织，在1990年代时曾经参与了政府对库尔德工人党的镇压，并且有针对土耳其社会上的左翼分子实施暴力的历史。

## 历史

### 早期历史
灰狼由阿尔帕尔斯兰·蒂尔凯什于20世纪60年代末期组建，他们最初是民族主义运动党 (MHP) 的准军事组织。1968年，蒂尔凯什在土耳其各地建立了一百多个准军事训练营。卡内夫和博拉将其描述为一个“草根法西斯网络”，他们在经济、教育和社区建设方面发挥着积极作用。纳苏·乌斯鲁 (Nasuh Uslu) 将其描述为纪律严明的准军事组织，而约书亚·D·亨德里克 (Joshua D. Hendrick) 将其组织比作纳粹党卫队。其成员大多是来自伊斯坦布尔和安卡拉的年轻男学生和来自农村地区的经济移民为主。1973 年，以色列东方学家雅各布·M·兰道(Jacob M. Landau) 写道，灰狼队的重要性“通过以下事实得到了证明：蒂尔凯什本人承担了组建这些青年团体的责任，并将其训练的监督工作委托给了他的两名亲密伙伴”。

### 1970年代至80年代
随着灰狼的发展，到20世纪70年代末已拥有数万名成员。据土耳其记者安贝林·扎曼所述，土耳其当局在当时已经失去了对灰狼的控制。在1976年至1980年之间，由于土耳其政治的两极化，造成了大量政治暴力活动，在这期间灰狼成员参与了许多起针对左翼和人士、自由主义活动人士、知识分子、劳工组织者、库尔德人、官员和记者的暗杀行动。该组织成为一支从事“街头暗杀和枪战”的处决小队。据当局称，处决小队的220名成员共杀害了至少694名左翼人士、自由主义活动人士以及知识分子。在整个政治暴力活动期间，总共约有5000至6000人在暴力事件中丧生，其中大部分是灰狼组织造成的。